# Eduard August von Regel

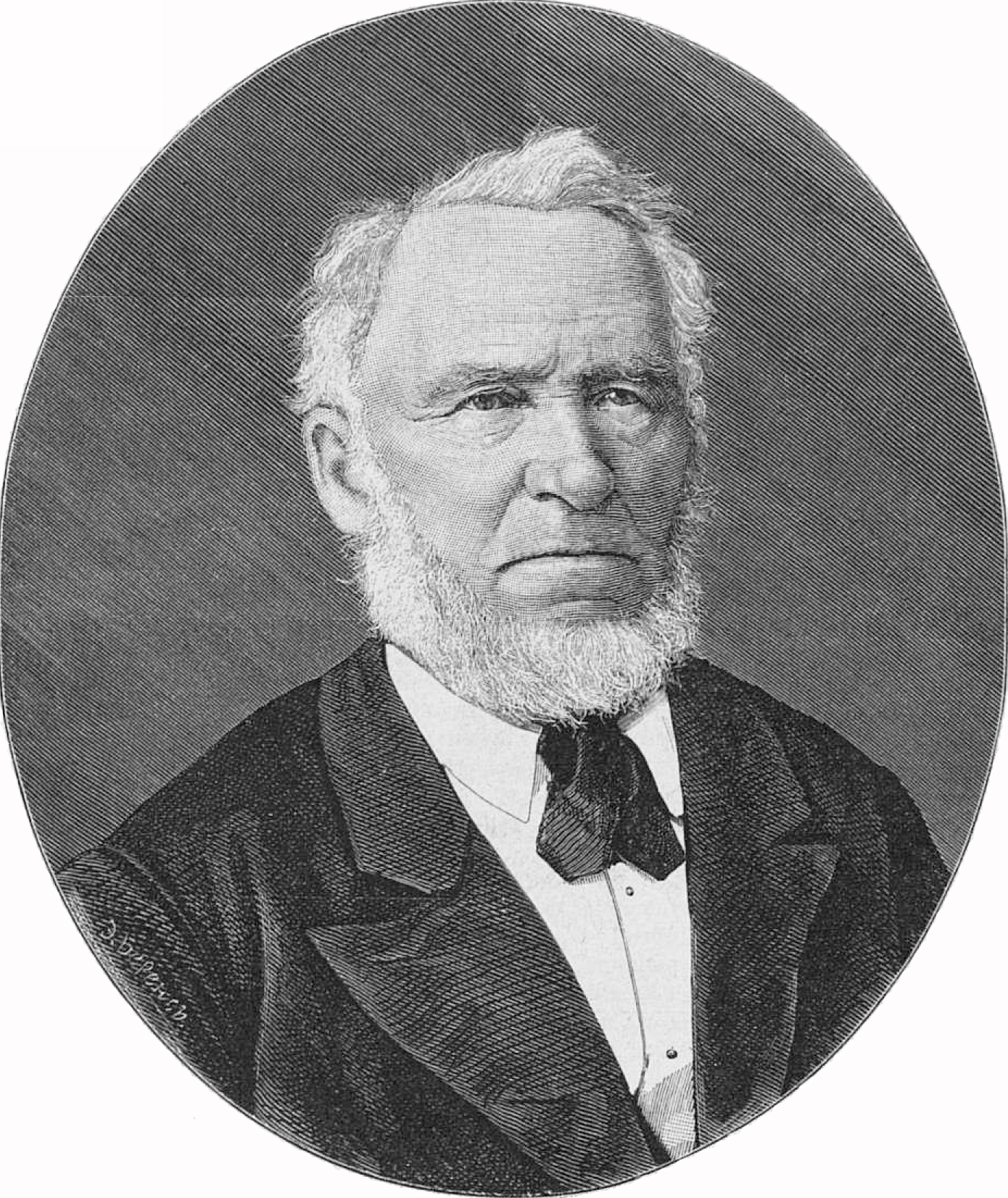
Eduard von Regel

Eduard von Regel (russisch Эдуард Людвигович Регель, * 13. August 1815 in Gotha; † 15. Apriljul. / 27. April 1892greg. in Sankt Petersburg) war ein deutscher Gärtner und Botaniker. Sein offizielles botanisches Autorenkürzel lautet „Regel“.   

## Herkunft
Sein Vater war der Theologe Friedrich Ludwig Andreas Regel.

## Leben
Regel erhielt seine schulische Erziehung am Gymnasium Illustre seiner Heimatstadt. Von 1830 bis 1833 war er Gärtnerlehrling in der herzoglichen Orangerie Gotha, während er zugleich durch den Besuch der Gothaer Handelsschule und Privatunterricht seine wissenschaftliche Ausbildung vervollkommnete. Anschließend ging er als Volontär an den Botanischen Garten Göttingen. Die weiteren Stationen waren Bonn und Berlin, bevor Regel schließlich 1842 Obergärtner des Botanischen Gartens in Zürich wurde. In Zürich wurde Regel promoviert und habilitierte sich. Er erwarb 1853 den Zürcher Bürgerbrief und wurde 1855 Ehrendoktor der Universität Zürich.
1855 siedelte er nach Petersburg um, wo er zunächst als wissenschaftlicher Direktor, später als Oberbotaniker und ab 1875 bis zu seinem Todesjahr 1892 als Direktor des kaiserlichen Botanischen Gartens wirkte, den er stark ausbaute und zu einem führenden Garten entwickelte.
Er war Mitglied der Kaiserlichen Freien Ökonomischen Gesellschaft zu Sankt Petersburg und seit 1875 korrespondierendes Mitglied der Russischen Akademie der Wissenschaften. Der russische Zar erhob ihn 1872 in den erblichen Adelstand und zum Staatsrat, ab 1887 war er Geheimrat.
Regel hatte sich große Verdienste um den Obstbau in Russland erworben, den er eingehend studierte und zu dessen Vervollkommnung er beitrug. So schuf er 1863 auf eigene Kosten einen pomologischen Garten, dessen Baumschule und Akklimatisierungsgarten sehr nützlich waren.
Er begründete 1843 die Schweiz. Zeitschrift für Land- und Gartenbau mit, die er dann nach ihrer Aufspaltung ab 1852 bis 1884 als die Zeitschrift „Gartenflora“ weiterführte, hier beschrieb er viele neue Arten. Zum Band 16 Nr. 2 des von Augustin-Pyrame de Candolle begonnenen und von dessen Sohn Alphonse Louis Pierre Pyrame de Candolle weiter herausgegebenen Werk Prodromus systematis naturalis regni vegetabilis trug er die Abhandlung über die Familie der „Betulaceae“ bei.

## Familie
Er war seit 1845 mit der Schweizerin Elisabeth Locher verheiratet, Tochter des Pharmakologen und Ophthalmologen Hans Locher-Balber (1797–1873). Einige ihrer sechs Kinder waren: 
- Elisabeth Julia Regel (* 10. Juli 1842; 18. Oktober 1925), Mutter von Friedrich Wilhelm Kesselring
- Johann Albert Regel  (* 12. Dezember 1845; † 6. Juli 1908)
- Andreas Friedrich Wilhelm Regel (Vasilij Eduardovic Regel), (* 27. November 1857; † 1. Dezember 1932),[2] Vater von Constantin Andreas von Regel
- Karl Arnold (1856–1917)[3], Garteningenieur in Aarau und St. Petersburg
- Robert Eduardowitsch Regel (1867–1920), Direktor des Bureaus für angewandte Botanik der Universität St. Petersburg

Der Geograph Fritz Regel war sein Neffe.

## Ehrungen
Nach ihm sind die Pflanzengattung Regelia Schauer aus der Familie der Myrtengewächse (Myrtaceae) und eine Zeitschrift „Regelia“ benannt. Auch die Pflanzengattungen Eduardoregelia Popov  aus der Familie der Liliengewächse (Liliaceae), Euregelia Kuntze aus der Familie der Glockenblumengewächse (Campanulaceae), Neoregelia L.B.Sm. und Aregelia Kuntze, beide aus der Familie der Bromeliengewächse (Bromeliaceae) sind nach ihm benannt. Außerdem trug von 1905 bis 1908 ein Passagierschiff den Namen Eduard Regel.
Im Jahr 1858 wurde er zum Mitglied der Leopoldina gewählt. Die Bayerische Akademie der Wissenschaften ernannte ihn 1874 zum korrespondierenden Mitglied sowie 1888 zum auswärtigen Mitglied.

## Ausgewählte Werke
- Allgemeines Gartenbuch. 2 Bde. (Zürich 1855, 1868)
  - Allgemeines Gartenbuch. Erster Band, Friedrich Schulthess, Zürich 1855 (Google Books)

- Cultur der Pflanzen unserer höheren Gebirge sowie des hohen Nordens : mit 1 Taf. Abb. Enke, Erlangen 1856. (Digitalisat)
- Monographia Betulacearum ..., 1861
- Tentamen florae ussuriensis, 1861
- Alliorum adhuc cognitorum monographia, 1875